# Opatkowice Pojałowskie
Opatkowice Pojałowskie est une localité polonaise de la gmina d'Imielno, située dans le powiat de Jędrzejów en voïvodie de Sainte-Croix.